# Stojanów (stacja kolejowa)
Stojanów (ukr. Стоянів) – stacja kolejowa w miejscowości Stojanów, w rejonie czerwonogrodzkim, w obwodzie lwowskim, na Ukrainie. Położona jest na linii Lwów – Łuck – Kiwerce.

## Historia
Stacja została otwarta, gdy tereny te należały do Austro-Węgier, jako stacja krańcowa linii ze Lwowa. Linia nie przekroczyła wówczas położonej w pobliżu granicy z Rosją. Stojanów przestał być stacją krańcową w II Rzeczypospolitej, gdy linię przedłużono do Łucka.